# MEKO
MEKO er varemærke fra det tyske ThyssenKrupp Marine Systems, der dækker over en række krigsskibe.
MEKO er en forkortelse for det tyske Mehrzweck-Kombination ((dansk) multifunktionskombination), da koncernen tilbyder en række forskellige varianter af sine skibe baseret på en lang række komponenter der kan kombineres på forskellige måder. Hver potentiel kunde kan selv bestemme kombinationen af våben, elektronik og størrelse på skibet indenfor en række præmisser. Konceptet betyder at alle delene er noget af det nærmeste man kommer "hyldevarer" indenfor krigsskibsmarkedet. Konceptet er gennemprøvet og har vist sig muligt at sænke både pris og risiko ved projektet. MEKO-familien er efterhånden ganske omfattende, fra patruljefartøjer til korvetter, fregatter og endda små Destroyere.

## Historie
MEKO-Konceptet blev udviklet i 1970'erne på det tyske skibsværft Blohm + Voss i Hamborg. De første aftagere af skib i klassen var Nigeria, der bestilte et enkelt skib af "MEKO 360"-gruppen (Aradu (F89)) og Argentina der bestilte fire skibe af Almirante Brown-klassen.
I 1980'erne solgte man et stort antal skibe af MEKO 200-typen til Tyrkiet, Portugal, Grækenland, Australien og New Zealand.
Også Deutsche Marine har benyttet sig af konceptet; Braunschweig-klassen, Brandenburg-klassen og Sachsen-klassen er alle baseret på MEKO-designs.

## Fremtid
En fremtidig version er MEKO D. MEKO D har en vægt på cirka 3.500 tons og en længde på 116 meter og en bredde på 19,60 meter. Bevæbningen består af 2× 16 VLS-celler, en 127 mm kanon og otte antiskibsmissiler. En anden, mindre version kaldet MEKO CLS er også på tegnebrættet og i denne version er der lagt stor vægt på stealth teknologi.

## MEKO skibe
| Type             | Klasse            | Land                     | Antal          | Bygningsperiode | Længde (m) | Bredde (m) | Dybgang (m) | Kanon                 | SAM                                    | SSM     | Billede                |
| ---------------- | ----------------- | ------------------------ | -------------- | --------------- | ---------- | ---------- | ----------- | --------------------- | -------------------------------------- | ------- | ---------------------- |
| MEKO 360 H1      | Aradu             | Nigeria                  | 1              | 1981            | 125,80     | 15,00      | 4,30        | 127 mm Oto Melara     | Aspide                                 | Otomat  | -                      |
| MEKO 360 H2      | Almirante Brown   | Argentina                | 4              | 1983-1984       | 125,80     | 15,0       | 4,30        | 127 mm Oto Melara     | Aspide                                 | Exocet  | ARA Sarandi            |
| MEKO 140 A16     | Espora            | Argentina                | 6              | 1985-2002       | 91,20      | 11,00      | 3,33        | 76 mm Oto Melara      | –                                      | Exocet  | ARA Rosales            |
| MEKO 200 TN      | Yavuz             | Tyrkiet                  | 4              | 1987-1989       | 110,50     | 14.20      | 4,14        | 127 mm United Defense | Sea Sparrow                            | Harpoon | TGS Turgutreis         |
| MEKO 200 PN      | Vasco da Gama     | Portugal                 | 3              | 1989-1992       | 115,90     | 14,80      | 4,10        | 100 mm Creusot-Loire  | Sea Sparrow                            | Harpoon | NRP Corte Real         |
| MEKO 200 HN      | Hydra             | Grækenland               | 4              | 1992-1998       | 117,00     | 14,80      | 4,10        | 127 mm United Defense | Sea Sparrow                            | Harpoon | HN Spetsai             |
| Fregatte 123     | Brandenburg       | Tyskland                 | 4              | 1994–1996       | 138,85     | 16,70      | 4,35        | 76 mm Oto Melara      | Sea Sparrow                            | Exocet  | Mecklenburg-Vorpommern |
| MEKO 200 TN II-A | Barbaros          | Tyrkiet                  | 2              | 1993-1997       | 116,70     | 14,80      | 4010        | 127 mm United Defense | Sea Sparrow                            | Harpoon | TGS Oruçreis.jpg       |
| MEKO 200 ANZAC   | ANZAC             | Australien · New Zealand | 8 (Aus) 2 (NZ) | 1996-2004       | 118,00     | 14,80      | 4,10        | 127 mm United Defense | Sea Sparrow                            | Harpoon | HMNZS Te Mana          |
| MEKO 200 TN II-B | SalihReis         | Tyrkiet                  | 2              | 1997-2000       | 118,00     | 14,80      | 4,30        | 127 mm United Defense | Sea Sparrow                            | Harpoon |                        |
| Fregatte 124     | Sachsen           | Tyskland                 | 3              | 2002-2006       | 143,00     | 17,44      | 4,86        | 76 mm Oto Melara      | Evolved Sea Sparrow/Standard Missile 2 | Harpoon | Sachsen                |
| MEKO A-200 SAN   | Valour            | Sydafrika                | 4              | 2003-2005       | 121,00     | 16,34      | 4,40        | 76 mm Oto Melara      | Umkhonto                               | Exocet  | SAS Spioenkop          |
| MEKO A-100 RMN   | Kedah-klassen     | Malaysia                 | 6              | 2001-2010       | 91,10      | 12,85      | 3,40        | 76 mm Oto Melara      | Rolling Airframe Missile               | Exocet  | KD Perak               |
| Korvette 130     | Braunschweig      | Tyskland                 | 5              | siden 2008      | 88,75      | 12,80      | 3,40        | 76 mm Oto Melara      | Rolling Airframe Missile               | RBS15   | Braunschweig           |
| MEKO A-100       | Gawron            | Polen                    | 2              | fra 2011        | 95,20      | 13,30      | 3,60        | Bofors 57 mm          | Evolved Sea Sparrow/VL MICA            | Harpoon | ORP Gawron             |
| Fregatte 125     | Baden-Württemberg | Tyskland                 | 4              | fra 2014        | 149,50     | 18,80      | 5.00        | 127 mm Oto Melara     | Rolling Aiframe Missile                | Harpoon |                        |

## Billeder
- MEKO 140: ARA Robinson
- MEKO 200: HS Psara (F454)
- MEKO 200 NZ: HMAS Anzac (F150)
- MEKO 360: ARA Sarandi (D13)
- MEKO K130: Braunschweig (F260)
- MEKO F124: Hamburg (F220)